# Condado de San Jacinto
El condado de San Jacinto (en inglés, San Jacinto County) es un condado del estado de Texas, Estados Unidos. Tiene una población estimada, a mediados de 2021, de 27 878 habitantes.
La sede del condado es Coldspring, pero su mayor ciudad es Shepherd.
El condado tiene un área de 1626 km² (de los cuales 152 km² están cubiertos por agua).
Fue fundado en 1870.

## Demografía

### Censo de 2020
Según el censo de 2020, en ese momento había 27 402 habitantes, 13 708 hogares y 5761 familias en el condado. La densidad de población era de 19 hab/km².
| Raza                   | Núm.   | Porc. |
| ---------------------- | ------ | ----- |
| Blancos                | 20 276 | 74.0% |
| Afroamericanos         | 2134   | 7.8%  |
| Amerindios             | 219    | 0.8%  |
| Asiáticos              | 88     | 0.3%  |
| Isleños del Pacífico   | 20     | 0.1%  |
| Otras razas            | 2245   | 8.2%  |
| De una mezcla de razas | 2420   | 8.8%  |
| Total                  | 27 402 | 100%  |

Del total de la población, el 17.6% son hispanos o latinos de cualquier raza.

### Censo de 2000
En el censo de 2000, había 22 246 personas, 8651 hogares y 6401 familias en el condado. La densidad de población era de 39 habitantes por milla cuadrada.
La composición racial del condado era:
- 83,64% blancos
- 12,64% negros o negros americanos
- 0,46% nativos americanos
- 0,28% asiáticos
- 0,07% isleños
- 1,63% otras razas
- 1,28% de dos o más razas.

Había 8651 hogares, de las cuales el 30,00% tenían menores de 18 años, el 60,20% eran parejas casadas viviendo juntas, el 9,70% eran encabezados por una mujer (sin cónyuge) y 26,00% no eran familias.
El tamaño promedio de una familia era de 2,98 miembros.
En el condado el 25,20% de la población tenía menos de 18 años, el 7,40% tenía de 18 a 24 años, el 24,90% tenía de 25 a 44, el 26,60% de 45 a 64, y el 15,90% eran mayores de 65 años. La edad promedio era de 40 años. Por cada 100 mujeres había 100,50 hombres. Por cada 100 mujeres mayores de 18 años había 97,40 hombres.

## Niveles de ingreso y pobreza
De acuerdo con la estimación 2016-2020 de la Oficina del Censo, los ingresos medios de los hogares del condado son de $44.566 y los ingresos medios de las familias son de $64.755. Los ingresos per cápita de los últimos doce meses, medidos en dólares de 2020, son de $24.618. Alrededor del 13,6% de la población está por debajo de la línea de pobreza. Entre los menores de 18 años, los que están en esa situación son el 14,7% del total, y entre los mayores de 65, el 14,3%.
Según el censo de 2000, en ese momento los ingresos medios de los hogares del condado eran de $32 220 y los ingresos medios de las familias eran de $37 781. Los hombres tenían unos ingresos medios de $34 614 frente a los $22 313 que percibían las mujeres. Los ingresos per cápita del condado eran de $16 144. El 15,10% de las familias y el 18,80% de la población estaban debajo de la línea de pobreza. Del total de personas en esta situación, 22,80% tenían menos de 18 y el 17,60% tenían 65 años o más.